# Ohl (Engelskirchen)
Ohl war früher eine Ortschaft in Engelskirchen im Oberbergischen Kreis im nordrhein-westfälischen Regierungsbezirk Köln in Deutschland und ist heute ein Teil von Grünscheid.

## Lage und Beschreibung
Der Ort liegt etwa zwei Kilometer vom Hauptort Engelskirchen entfernt direkt an der Agger. Dort befindet sich auch das Elektrizitätswerk Grünscheid.

## Geschichte

### Erstnennung
1413 wurde der Ort das erste Mal urkundlich erwähnt: "Kämmereiregister für den Fronhof Lindlar."
Die Schreibweise der Erstnennung war Oell.